# Kenneth Boulding
Kenneth Ewart Boulding (Liverpool, 18 de janeiro de 1910 – 18 de março de 1993) foi um economista estadunidense nascido na Inglaterra.

## Biografia
Economista, educador, ativista da paz e filósofo interdisciplinar inglês. Boulding foi autor de dois clássicos de citação: The Image: Knowledge in Life and Society (1956) e Conflict and Defense: A General Theory (1962). Ele foi co-fundador da teoria geral dos sistemas e fundador de inúmeros projetos intelectuais em andamento em economia e ciências sociais. Foi casado com a socióloga Elise M. Boulding.

## Publicações
Boulding publicou cerca de trinta livros e centenas de artigos.
1940 a 1960
- 1941, Economic Analysis, Harper & Brothers.
- 1942, A Peace Study Outline: The Practice of the Love of God, Philadelphia Yearly Meeting Book Committee
- 1945, The Economics of Peace, Prentice Hall.
- 1945, There is a Spirit: The Nayler Sonnets, Fellowship Publications.
- 1950, A Reconstruction of Economics, J. Wiley.
- 1953, The Organizational Revolution: A Study in the Ethics of Economic Organization, Harper & Brothers.
- 1956, The Image: Knowledge in Life and Society, University of Michigan Press.
- 1958, The Skills of the Economist, Cleveland: Howard Allen.
- 1958, Principles of Economic Policy, Prentice-Hall, 1958.
- 1962, Conflict and Defence: A General Theory, Harper & Bros.
- 1964, The Meaning of the Twentieth Century: the Great Transition, Harper & Row.
- 1966 The Impact of the Social Sciences, Rutgers University Press
- 1966, “The Economics of Knowledge and the Knowledge of Economics.” American Economic Review, Vol. 56, No. 1/2, Mar. 1, 1966: 1-13
- 1968, Beyond Economics: Essays on Society, Religion, and Ethics, (University of Michigan Press)
- 1969, “The Grants Economy,” Michigan Academician[5]

Década de 1970
- 1970, Economics as a Science, (McGraw-Hill, 1970).
- 1970, A Primer on Social Dynamics: History as Dialectics and Development, (Free Press, 1970).
- 1971, Economics, Colorado Associated University Press, 1971.
- 1973, Political Economy, Colorado Associated University Press, 1973.
- 1973, The Economy of Love and Fear: A Preface to Grants Economics, Wadsworth.
- 1974, Toward a General Social Science, Colorado Associated University Press.
- 1975, International Systems: Peace, Conflict Resolution, and Politics, Colorado Associated University Press.
- 1975, Sonnets from the Interior Life, and Other Autobiographical Verse, Colorado Associated University Press.
- 1978, Stable Peace, University of Texas Press.
- 1978, Ecodynamics: A New Theory of Societal Evolution, Sage.

1980 a 1993
- 1980, Beasts, Ballads, and Bouldingisms: A Collection of Writings, Transaction Books.
- 1981, Evolutionary Economics, Sage
- 1981, A Preface to Grants Economics: The Economy of Love and Fear. Nova York: Praeger.
- 1985, Toward the Twenty-First Century: Political Economy, Social Systems, and World Peace, Colorado Associated University Press.
- 1985, Human Betterment, Sage.
- 1985, The World as a Total System, Sage.
- 1986, Mending the World: Quaker Insights on the Social Order, Pendle Hill Publications.
- 1989, Three Faces of Power, Sage.
- 1992, Towards a New Economics: Critical Essays on Ecology, Distribution, and Other Themes, Edward Elgar.
- 1993, The Structure of a Modern Economy: the United States, 1929-89, Macmillan.